# New Sweden (Maine)
New Sweden ist eine Town im Aroostook County des Bundesstaates Maine in den Vereinigten Staaten. Es ist Teil der sogenannten Schwedischen Kolonie in Maine. Im Jahr 2020 lebten dort 577 Einwohner in 309 Haushalten auf einer Fläche von 89,6 km².

## Geografie
Nach den Angaben des United States Census Bureaus hat New Sweden eine Fläche von 89,6 km², wovon 89,5 km² aus Land und 0,1 km² aus Gewässern bestehen.

### Geografische Lage
New Sweden liegt im Nordosten des Aroostook Countys. New Sweden ist annähernd quadratisch. Die Oberfläche der Town ist hügelig und die höchste Erhebung ist der 300 m hohe Capitol Hill. Nordwestlich von diesem Gipfel liegt der 281 m hohe Jacobson Hill und nordöstlich der 298 m hohe Gelot Hill liegt im Nordosten. Einige kleinere Flüsse entwässern das Gebiet in südöstliche Richtung.

### Nachbargemeinden
Alle Entfernungen sind als Luftlinien zwischen den offiziellen Koordinaten der Orte aus der Volkszählung 2010 angegeben.
- Norden: Stockholm, 3,9 km
- Südosten: Caribou, 20,8 km
- Süden: Woodland, 3,9 km
- Südwesten: Perham, 11,7 km
- Süden: Westmanland, 14,7 km

Im Osten und Nordwesten New Swedens liegen Gebiete, die nicht zur Besiedlung vorgesehen sind und keiner Verwaltung unterstehen. Sie sind allerdings zur späteren Verwendung oder für Großprojekte (z. B. dem Verlegen von Hochspannungstrassen von Elektrizitätswerken) in systematische Parzellen unterteilt.

### Stadtgliederung
In New Sweden gibt es mehrere Siedlungsgebiete: Gelot Hill, Jemtland, Nelson (ehemaliger Standort eines Postamtes), New Sweden, New Sweden Station und Rista Siding.

### Klima
Die mittlere Durchschnittstemperatur in New Sweden liegt zwischen −12,8 °C (9° Fahrenheit) im Januar und 18,3 °C (65° Fahrenheit) im Juli. Damit ist der Ort gegenüber dem langjährigen Mittel der USA um etwa 10 Grad kühler. Die Schneefälle zwischen Oktober und Mai liegen mit über fünfeinhalb Metern knapp doppelt so hoch wie die mittlere Schneehöhe in den USA, die tägliche Sonnenscheindauer liegt am unteren Rand des Wertespektrums der USA.

## Geschichte
New Sweden gilt als Ausgangspunkt der schwedischen Kolonie in Maine in Aroostook County. William Widgery Thomas, Jr. war von der staatlichen Einwanderungsbehörde damit beauftragt worden, Einwanderer aus Schweden anzuwerben. Er kehrte von einer Schwedenreise mit 51 Immigranten zurück, die am 23. Juli 1870 New Sweden gründeten. Die Kolonie gedieh und in der Folge wurden zunächst Stockholm (1881) und Westmanland (1879) in der Umgebung gegründet.
Die Einwohner von New Sweden haben einige schwedische Traditionen bewahrt, einschließlich Feiern wie den „St. Lucia Tag“ und „Midsommar.“ Der Gründungstag (23. Juli) wird jedes Jahr gefeiert. Die schwedische Sprache kann man von älteren Einwohnern noch manchmal hören.
Im Jahr 2003 kam es zu mehreren schweren Vergiftungen, als der Kaffee, der in der Gustaf Adolph Lutheran Church nach der Messe gemeinsam getrunken wurde mit Arsenik versetzt war. Ein Gemeindemitglied starb und 15 weitere erlitten schwere Vergiftungen. Verdächtigt wurde ein Mann, der fünf Tage später erschossen aufgefunden worden war.

### Einwohnerentwicklung
| Volkszählungsergebnisse – Town of New Sweden, Maine | Volkszählungsergebnisse – Town of New Sweden, Maine | Volkszählungsergebnisse – Town of New Sweden, Maine | Volkszählungsergebnisse – Town of New Sweden, Maine | Volkszählungsergebnisse – Town of New Sweden, Maine | Volkszählungsergebnisse – Town of New Sweden, Maine | Volkszählungsergebnisse – Town of New Sweden, Maine | Volkszählungsergebnisse – Town of New Sweden, Maine | Volkszählungsergebnisse – Town of New Sweden, Maine | Volkszählungsergebnisse – Town of New Sweden, Maine | Volkszählungsergebnisse – Town of New Sweden, Maine |
| Jahr                                                | 1800                                                | 1810                                                | 1820                                                | 1830                                                | 1840                                                | 1850                                                | 1860                                                | 1870                                                | 1880                                                | 1890                                                |
| --------------------------------------------------- | --------------------------------------------------- | --------------------------------------------------- | --------------------------------------------------- | --------------------------------------------------- | --------------------------------------------------- | --------------------------------------------------- | --------------------------------------------------- | --------------------------------------------------- | --------------------------------------------------- | --------------------------------------------------- |
| Einwohner                                           |                                                     |                                                     |                                                     |                                                     |                                                     |                                                     |                                                     |                                                     | 517                                                 | 707                                                 |
| Jahr                                                | 1900                                                | 1910                                                | 1920                                                | 1930                                                | 1940                                                | 1950                                                | 1960                                                | 1970                                                | 1980                                                | 1990                                                |
| Einwohner                                           | 867                                                 | 905                                                 | 964                                                 | 898                                                 | 844                                                 | 827                                                 | 713                                                 | 639                                                 | 737                                                 | 715                                                 |
| Jahr                                                | 2000                                                | 2010                                                | 2020                                                | 2030                                                | 2040                                                | 2050                                                | 2060                                                | 2070                                                | 2080                                                | 2090                                                |
| Einwohner                                           | 621                                                 | 602                                                 | 577                                                 |                                                     |                                                     |                                                     |                                                     |                                                     |                                                     |                                                     |

## Kultur und Sehenswürdigkeiten

### Museen
Das New Sweden Historical Society Museum in dem Capitolium genannten Haus zeigt Ausstellungsstücke zur Geschichte des Ortes und der Kolonie und auch das Lindsten Stuga Haus selbst ist als Beispiel für ein typisches Blockhaus der Einwanderer öffentlich zu besichtigen.

### Bauwerke
Auf dem Gebiet der Town befinden sich mehrere Gebäude von historischer Bedeutung. Ein Distrikt und mehrere Gebäude wurden unter Denkmalschutz gestellt und ins National Register of Historic Places aufgenommen:
Als Distrikt wurde unter Denkmalschutz gestellt:
- Larsson-Noak Historic District, aufgenommen 1989, Register-Nr. 89000847

Weitere Gebäude:
- Nicholas P. Clase House, aufgenommen 1989, Register-Nr. 89001699
- Gustaf Adolph Lutheran Churche, aufgenommen 1997, Register-Nr. 97000608
- Pehr J. Jacobson House, aufgenommen 2007, Register-Nr. 07000013
- Anders and Johanna Olsson Farm, aufgenommen 1996, Register-Nr. 96000245
- Timmerhuset, aufgenommen 1973, Register-Nr. 73000102

## Wirtschaft und Infrastruktur

### Verkehr
Die Maine State Route 161 verläuft in nordsüdlicher Richtung durch die Town. Sie verbindet New Sweden mit Fort Kent im Norden und Caribou im Süden.

### Öffentliche Einrichtungen
Es gibt in New Sweden keine öffentliche Bücherei. Die nächstgelegene befindet sich in Caribou.
Das nächstgelegene Krankenhaus für die Bewohner von New Sweden befindet sich in Caribou.

### Bildung
New Sweden gehört mit Westmanland und Woodland zur School Union 122.
Schülerinnen und Schülern des Schulbezirks steht die Woodland Consolidated School, Woodland, (PreK-8) zur Verfügung.